# Martin-chasseur respecté
Todiramphus tutus
Espèce
Statut de conservation UICN

 NT  : Quasi menacé
Le Martin-chasseur respecté (Todiramphus tutus) est une espèce d'oiseaux de la famille des Alcedinidae, vivant aux îles Cook et les îles de la Société.

## Répartition et sous-espèces
Selon la classification de référence du Congrès ornithologique international (15.1, 2025) il se répartit en trois sous-espèces :
- T. t. tutus (Gmelin, 1788) — îles de la Société ;
- T. t. atiu (Holyoak (d), 1974) — Atiu ;
- T. t. mauke (Holyoak, 1974) — Mauke.

## Dénomination
Ce taxon porte en français le nom vernaculaire ou normalisé suivant : Martin-chasseur respecté,.

## Systématique
Le nom valide complet (avec auteur) de ce taxon est Todiramphus tutus (J.F.Gmelin, 1788).
L'espèce a été initialement classée dans le genre Alcedo sous le protonyme Alcedo tuta J.F.Gmelin, 1788.
Todiramphus tutus a pour synonymes :
- Alcedo tuta J.F.Gmelin, 1788
- Todirhamphus tuta tuta
- Todirhamphus tuta (J.F.Gmelin, 1788)